# Pisică persană
Pisica persană (denumită și cincila mica) este o rasă de pisică cu păr lung, solidă, cu un cap masiv, proporțional cu mărimea corpului. Capul este rotund și lat, urechile sunt mici și rotunjite, depărtate și situate destul de jos pe cutia craniană, iar fața este scurtă și lată, cu un nas cârn. Pielea de pe nas trebuie să fie complet formată, iar marginea de sus a nasului nu trebuie să depășească marginea de jos a ochilor. Bărbia este puternică, iar botul este plin. Ochii sunt mari și rotunzi, de culoarea briliantului.

## Istoric
La început a fost cunoscută ca pisica Agouti reprodusă din pisica pestriță argintie cu păr lung. Impreună cu pisicile argintii și smoke formau deja in 1902 o categorie separată de încadrare. Primul motan cincila a văzut lumina zilei, după toate probabilitățile, în 1885. Crescătorul acestuia, englezul Vallence, prin împerecherea unei femele argintii pestrițe cu un motan smoke a creat-o pe mama celebrului motan numit Silver Lambkin. Motanul a fost prezentat in 1888 la expoziția de pisici organizată în Cruptal Palace. Datorită renumelui cuerit, după moarte, la vârsta de 17 ani, a fost împăiat și este și astăzi o personalitate a Muzeului de Istorie Naturală din Londra. Un pasionat crescător de cincila a fost si unul din nepoții reginei Victoria, precum și prințesa Victoria al cărei motan, Puck al treilea de reproducere stătea la dispoziția doamnelor pisici în călduri contra prețului de 2,50 lire sterline.

## Caracteristici

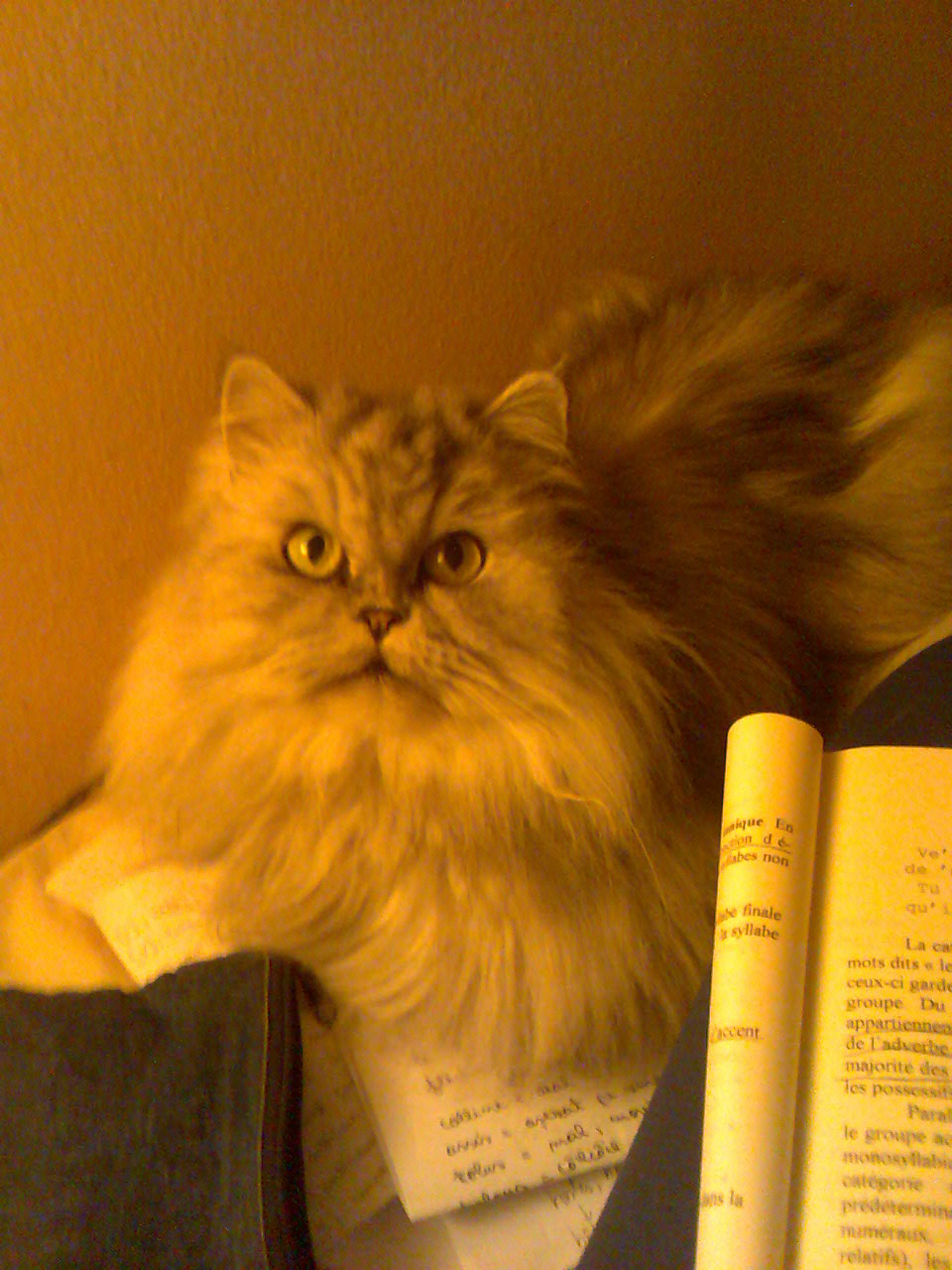

Corpul este compact și de mărime medie, pieptul lat, cu umeri masivi, picioarele sunt scurte, groase și puternice, cu labe mari și rotunde. Coada este scurtă și stufoasă. Face parte din categoria pisicilor cu păr lung. La pisica persană, speranța de viață este de 12 până la 17 ani.

### Descriere fizică
Pisica persană cu păr lung este o pisică solidă, cu un cap masiv, proporțional cu mărimea corpului. Capul este rotund și lat. Urechile sunt mici și rotunjite, depărtate și situate destul de jos pe cutia craniană. Fața este scurtă și lată, cu un nas cârn. Pielea de pe nas trebuie să fie complet formată, iar marginea de sus a nasului nu trebuie să depășească marginea de jos a ochilor. Bărbia este puternică, iar botul este plin. Ochii sunt mari și rotunzi, de culoarea briliantului. Sunt îndrăzneți și depărtați. Corpul este compact și de mărime medie. Pieptul este lat, cu umeri masivi. Picioarele sunt scurte, groase și puternice, cu labe mari și rotunde. Coada este scurtă și stufoasă.

#### Persana

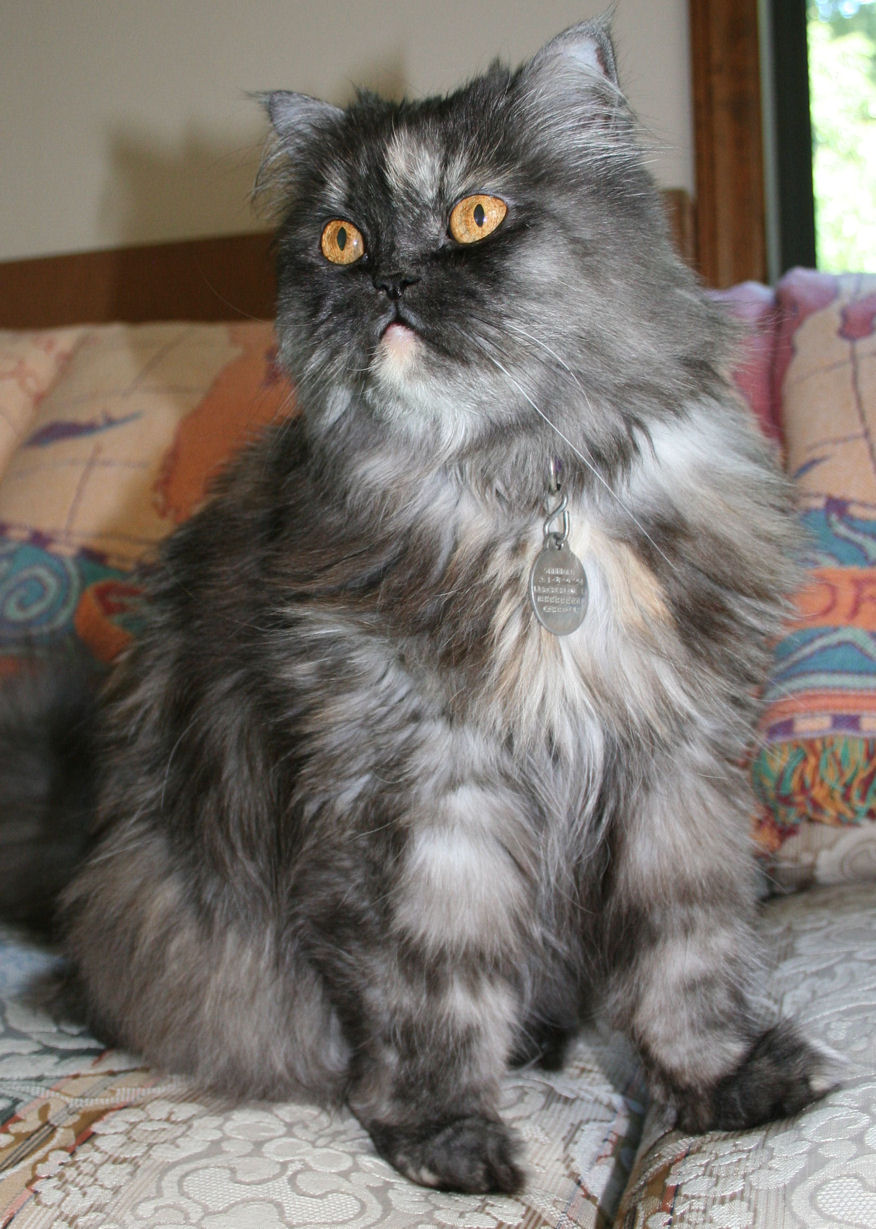

Puful pisicii cincila este alb imaculat, spatele, urechile, flancurile, capul și coada, fața și picioarele prezintă o umbră fină de negru.  Bărbia, smocurile de păr de la urechi, pieptul, burta, picioarele - fața internă și suprafața interioară a cozii sunt albe. 1/8 din lungimea părului pisicii persanei este colorat. Oglinda botului cincilei este cărămizie cu contur negru, pernițele labelor sunt negre sau de culoarea focii. Ochii verzi sau verzi - albastrui.

### Hrănire
Nefiind o pisică foarte activă, necesită circa 70 kcal/kg/zi. Sunt uneori predispuse la obezitate.

### Sănătate
Reproducerea puternic selectivă, cu tendința obținerii unui profil prescurtat, are urmări negative, printre care se numără deformarea osăturii, ceea ce influențează în mod neplăcut dispoziția și starea de sănătate a animalului.
Anomaliile dinților, deformarea mușcăturii pot conduce la incapacitatea pisicii de a-și mânca prada. Maxilarele unor exemplare puternic selective nu se închid normal și vârful limbii le atârnă din gură. O altă anomalie neplăcută, frecventă la pisicile persane, este lăcrimarea ochilor. Canalele lacrimale sunt scurte și foarte curbate, încât lacrimile nu curg pe cale naturală. Dacă ochii pisicii nu sunt tratați cu grijă, pot apărea în jurul lor ulcerații inestetice. În cazuri grave, botul pisicii se deformează în așa măsură, încât pot apărea deficiențe respiratorii. Aproximativ 38 - 40% dintre pisicile persane suferă de PKD (rinichi polichistic), o boală de natură genetică. Lungimea excesivă a blănii determină la persane o sensibilitate deosebită a pielii, precum și hipersecreții seboreice sau eczeme.
Din punct de vedere energetic, pisicile persane nu sunt foarte active.

### Caracter și comportament
Compatibilitate cu alte pisici este medie, iar compatibilitate cu copiii este mare .
Persana, cu blana și frumusețea ei de neîntrecut, este considerată "regina " pisicilor. Calmă și calculată, persana este perfect satisfăcută de viața de apartament. Sociabilă, pașnică, niciodată agresivă, dulce și afectuoasă, ea manifestă un atașament deosebit față de stăpân. Se înțelege perfect cu copiii și cu câinii. Față de străini se arată distantă. Miaună discret și destul de rar. Atinge maturitatea în jurul vârstei de 16 - 18 luni, iar perioada de pubertate durează 4 - 6 luni. Nu este zvăpăiată din fire, sufocantă, ci mai degrabă precaută în relațiile cu oamenii. Pentru creșterea ei este nevoie de timp, de răbdare și de capacitatea de păstrare a calmului. Animalul bine educat, în special motanul, este fermecător și devine o companie plăcută. Nu este frământat de curiozitatea caracteristică altor rase, nu dorește să destrame și nici să cerceteze totul.

## Întreținere
Aceste pisici necesită o îngrijire specială, încă din fază de pui, întreținerea blănii fiind o activitate complicată. Altfel, blana persanei va deveni încâlcită și îi va provoca animalului o stare de disconfort. Perierea trebuie să dureze cel puțin 15 minute și se face în sens invers creșterii firelor de păr, având ca scop îndepărtarea firelor moarte, a prafului și a nodurilor. Coada, lăbuțele și abdomenul sunt zone foarte sensibile, așa că trebuie să le tratați cu delicatețe. Baia nu reprezintă probleme pentru pisicile persane și este bine să le faceți una o dată pe săptămână. Temperatura apei trebuie să fie potrivită. Folosiți un șampon special, evitând zona ochilor. După spălare, ștergeți blana foarte bine și uscați-o la temperatura camerei. Rasa este predispusă unei puternice căderi de păr, dar chiar acest fapt îi face blana de iarnă mai deasă și mai strălucitoare.

## Reproducere
Pisica cincila trebuie reprodusă separat de rudele sale mai închise la culoare, pisicile shaded-silver.
.
Puii celor două rase - deschisă și mai închisă la culoare - se nasc cu dungi, dar la cincila acestea sunt foarte spălăcite. La pisicile de nuanță argintie rămâne un model M pe fată și uneori animalul adult prezintă un ușor model vărgat pe picioarele anterioare.